# Swartzia pinnata
Swartzia pinnata är en ärtväxtart som först beskrevs av Vahl, och fick sitt nu gällande namn av Carl Ludwig von Willdenow. Swartzia pinnata ingår i släktet Swartzia och familjen ärtväxter. Inga underarter finns listade i Catalogue of Life.